# 鄭有國
郑有国（英語：Jimmy Cheng Yau-Kwok，1932年— ）前香港无线艺员训练班班主任、演员、导演。

## 生平履歷

### 早年
郑有国生于1932年，祖籍海南。他早年隨父親到菲律賓、馬來西亞、印度加爾各答、以及新加坡。中學之前的求學階段主要在加爾各答完成。當時他因為戰亂關係輾轉乘坐飛機由新加坡出發，前往中國貴陽，再到加爾各答升學，因此到了10歲為止讀過多所小學。亦由於他不曉英語，他在加爾各答讀小學時曾被安排入讀一年級，又被同儕欺凌。直至1948年，鄭有國入读新加坡南洋华侨中学，在学校里酷爱戏剧，是学校戏剧组的负责人，在校内先后主演过《少女之心》、《狂欢之夜》（钦差大臣）、《寒夜曲》等。1950年高中毕业后，郑有国决定去中国修读戏剧，父亲却准备送他去其他国家读大学，父子俩起了冲突。后来母亲为他收拾行囊，悄悄送他乘海轮前往中国。。但他自同年6月啟程時過程並不順利，輪船到達汕頭市之後被炸沉，以致他與船長要等待解放軍救援才得以脫身。他繼而到廣州花了4天乘坐火車赴北京。最終於9月到埗不久，郑有国錯過了報考中央戲劇學院的機會，同時於9月18日獲取錄进入北京人民艺术剧院（當年他可以選擇報考中國青年藝術劇院。不過當他聽到工作人員說很難考進藝術劇院，加上衡量了自己的意願後，他決定報讀北京人民藝術劇院。），接受专业的戏剧与声乐等训练，于1956年毕业。

### 演艺经历
1950年至1956年，郑有国在北京人民艺术剧院就读期间先后出演《白毛女》、《刘胡兰》等歌剧。
1956年至1974年，郑有国在贵州省贵阳市先后演出《日出》（1957年）、《雷雨》（1958年）、《霓虹灯下的哨兵》（1962年）等话剧、歌剧，导演并主演话剧《艳阳天》（1973年）、《第二个春天》（1974年）等。
1975年，经过中国当局批准，郑有国和彭淑娴带着三个孩子前往香港。恰逢无线艺员训练班要聘请表演老师，郑有国前去应征，班主任刘芳刚让他以“如何从意识达到下意识”为专题试讲。两星期后，试讲受到学生一致好评，顺利通过。1976年起，郑有国任艺训班表演导师。1983年，班主任刘芳刚离开无线，郑有国接任无线艺员训练班班主任。在此期间郑有国先后出演了《狂潮》、《家变》、《强人》（饰香景山）、《双生姊妹》、《网中人》、《天龙八部》（饰黄眉僧）、《后生可畏》等无线剧集，在电影《边缘人》中饰演芳父。导演费明仪、林祥园主演的《甜姑》和岳华主演的《一百个新娘》两个歌剧，并主演话剧《逝海》、《迁界》。
1985年，郑有国和妻子彭淑娴离开香港，前往新加坡，1985年至1998年，郑有国先后任新加坡广播局艺人联络与训练主管（1985年10月1日起）、新加坡艺术剧场艺术总监。期间参演电视剧《盗日英雄传》、《丝路迷城》、《天机风云》、《客家之歌》，参演话剧《满江红》（饰宗泽）、《圣僧鸠摩罗什》（饰须利耶苏摩），导演话剧《正气歌》、《今夜钟声响亮》、《闺房乐》、《城市喜剧》、《死要面子》，导演歌剧《乡村骑士》、《歌中情》，参加日本国际戏剧节，导演《国王的耳朵》。
1998年至2003年任南洋艺术学院戏剧系表演导师。期间参演话剧《傩愿》、《日出》，为新加坡艺联剧团导演《七十二家房客》（潮语）。

## 个人生活
郑有国的父亲为前中华民国政府驻印度外交官。
郑有国的妻子彭淑娴于1956年毕业于上海戏剧学院。郑有国与彭淑娴育有三个孩子，1975年，彭淑娴和三个孩子随郑有国到香港，在邵氏电影公司和浸会学院教表演。1985年，彭淑娴随郑有国到新加坡，在新加坡广播局华文戏剧处任高级编剧，编写过四十多部电视剧（其中《金牌师爷》、《琼园咖啡香》等四部电视剧得到电视台年度最佳电视剧奖）。2003年退休后，郑有国与彭淑娴于2005年到中国定居。

## 作品

### 出演電視劇（無綫電視）
- 《狂潮》（1976年）
- 《家變》饰 姚喬（1977年）
- 《孖生姊妹》（1978年）
- 《强人》饰 香景山 （1978年）
- 《網中人》饰 区君毅（1979年）
- 《發現灣》饰 古仕元律師（1980年）
- 《天龙八部》饰 黄眉僧 （1982年）
- 《后生可畏》饰 赵父（1985年）

### 出演電視劇（新加坡电视）
- 《盗日英雄传》饰 周三畏（1986年）
- 《丝路迷城》（1989年）
- 《天机风云》（1993年）
- 《客家之歌》（1997年）

### 出演電影
- 《边缘人》饰 芳父（1981年）
- 《彩云曲》（1982年）

### 出演歌劇
1950年至1956年（中国北京）
- 《王贵与李香香》
- 《打击侵略者》
- 《长征》
- 《白毛女》
- 《草原之歌》
- 《刘胡兰》

### 出演話劇
1956年至1974年（中国贵州省贵阳市）
- 《同样是敌人》（1956年）
- 《日出》（1957年）
- 《万水千山》（1957年）
- 《幸福》（1957年）
- 《西藏的枪声》（1957年）
- 《雷雨》（1958年）
- 《白日梦》（1958年）
- 《东风四号》（1958年）
- 《蔡文姬》饰 左贤王（1959年）
- 《东进序曲》（1960年）
- 《降龙伏虎》（1960年）
- 《黑奴恨》（1961年）
- 《霓虹灯下的哨兵》（1962年）
- 《渔人之家》（1962年）
- 《保尔•柯察金》（1962年）
- 《抓壮丁》（1962年）
- 《年青的一代》（1963年）
- 《南海长城》（1964年）
- 《建设时期游击队》（1964年，参加西南汇演得演出奖）
- 《豹子湾战斗》（1965年）
- 《艳阳天》（1973年）
- 《年青的一代》（1974年》
- 《第二个春天》（1974年）

1975年至1985年（香港）
- 《逝海》饰 老渔夫伙有
- 《迁界》饰 被迁界的老农

1985年至2003年（新加坡）
- 《傩愿》
- 《满江红》饰 宗泽（1993年在新加坡演出、1994年赴马来西亚演出）
- 《圣僧鸠摩罗什》饰须利耶苏摩（1996年9月在新加坡演出、12月赴香港演出）
- 《日出》饰 潘月亭 （2005年）

### 导演話劇
1956年至1974年（中国贵州省贵阳市）
- 《艳阳天》（1973年）
- 《第二个春天》（1974年）

1985年至2003年（新加坡）
- 《正气歌》
- 《今夜钟声响亮》
- 《闺房乐》
- 《城市喜剧》
- 《死要面子》
- 《七十二家房客》

日本富山国际戏剧节
- 《国王的耳朵》

### 导演歌劇
1956年至1974年（中国贵州省贵阳市）
- 《红珊瑚》（1961年）

1975年至1985年（香港）
- 《甜姑》（费明仪、林祥园主演）
- 《一百个新娘》（岳华主演）

1985年至2003年（新加坡）
- 《乡村骑士》
- 《歌中情》

## 外部連結
- 鄭有國在互联网电影资料库（IMDb）上的資料（英文）
- 鄭有國在香港影庫上的簡介
- 鄭有國在豆瓣上的资料（简体中文）